# Margaret Watkins

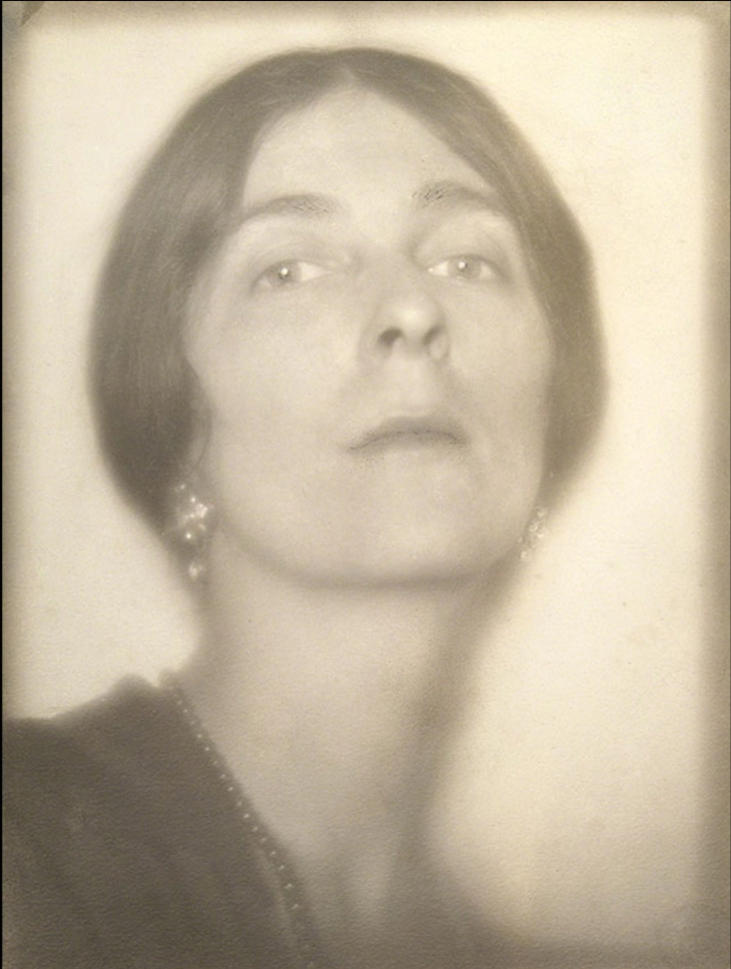
Selbstbildnis, 1919

Margaret Watkins (* 8. November 1884 in Hamilton, Ontario; † 10. November 1969 in Glasgow) war eine kanadische Fotografin.

## Frühes Leben und erste Werke
Margaret Watkins wurde am 8. November 1884 in Hamilton, Ontario als einzige Tochter von Frederick Watkins und Marie Watkins (geb. Anderson) geboren.
Frederick Watkins war Betreiber eines Kaufhauses und aktives Mitglied der „Centenary Methodist Church“ in Hamilton. Watkins’ Mutter war in der methodistischen Kirche lange Zeit als Sekretärin tätig. Sie litt unter gesundheitlichen Problemen und hatte häufige Angstzustände.
1893 zog die Familie für kurze Zeit nach Schottland, um der Mutter die Genesung von einer Influenza-Erkrankung zu ermöglichen. Ihre Tochter hatte zu jener Zeit einen Unfall, woraufhin sie einen schweren Nervenzusammenbruch erlitt. Daraufhin kam sie für elf Monate in eine Nervenheilanstalt in Battle Creeks.
Frederick Watkins entwickelte sich zusehends zu einem methodistischen Extremisten, worunter die Familie stark litt. Nach einer schwerwiegenden geschäftlichen Fehlentscheidung war Frederick Watkins’ Firma am 12. Mai 1900 insolvent, und die Familie musste ihre Bediensteten entlassen. Margarets vier Tanten brachten ihr früh die Handwerkskunst bei und im Alter von 15 Jahren verkaufte sie ihre ersten Werkstücke im Laden ihres Vaters. Frederick Watkins eröffnete später noch einen kleineren Trockenwarenladen und starb 1915.

## Karriere als Fotografin
1908 verließ Margaret Watkins Hamilton und Kanada. In den USA suchte sie Arbeit und fand Anstellung als Zimmermädchen in der Roycroft Arts and Crafts Community, New York. Nach nur einem Jahr reiste sie jedoch bereits weiter, zum Sidney Lanier Camp. 1913 zog sie nach Boston, nahm Arbeit im Fotostudio von Arthur Jamieson an und lernte dort die Grundlagen des Fotografierens. Im Sommer kehrte sie zurück ins Lanier Camp und schoss dort einige Fotos.
1914 nahm Watkins an der „Summer school“ des bekannten Fotografen Clarence White teil. Mit ihr waren auch andere später bekannte Fotografinnen wie Clara Sipprell, Anne Brigman und der Fotograf Karl Struss an der Schule. 1917 konnte sie mit einem kleinen Erbe einer Verwandten ihr erstes eigenes, kleines Fotostudio in New York eröffnen. Von 1922 bis 1923 war sie außerdem als Lehrerin in der Clarence White School tätig.
Watkins’ frühe Werke wurden dem Piktorialismus zugeordnet. Sie fotografierte zu der Zeit hauptsächlich Porträts, die eine spirituelle, religiöse oder sinnliche Färbung besaßen.

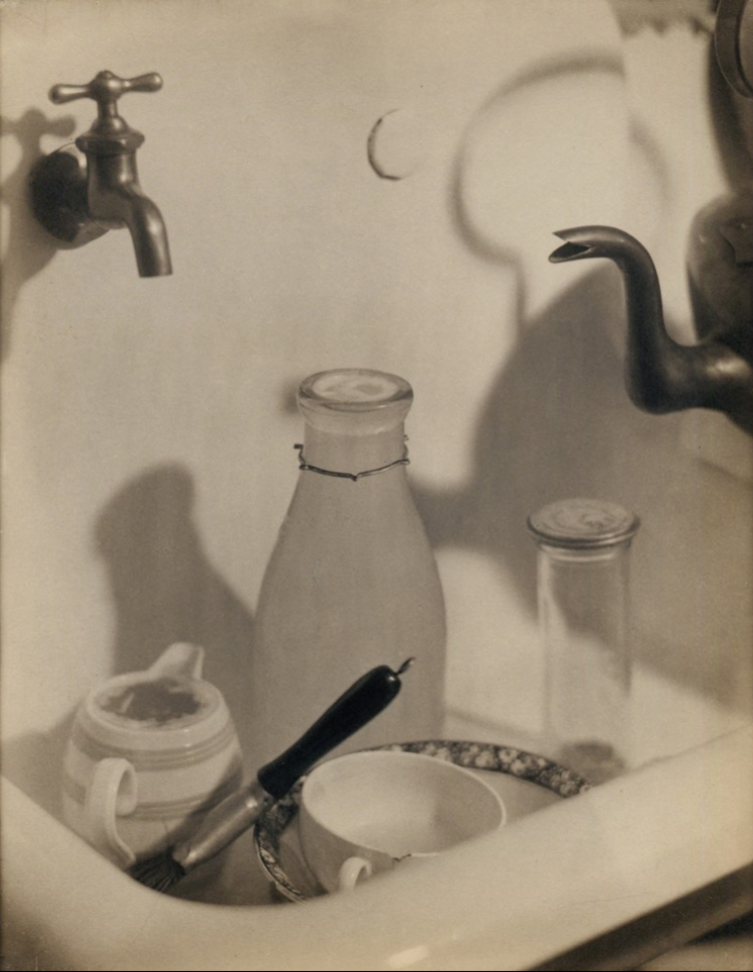
Margaret Watkins, The Kitchen Sink, 1919

Ab etwa 1919 fertigte Watkins Stillleben aus ihrem Zuhause an. Ihr Werk The Kitchen Sink (1919) ist aus dieser Zeit ihr bekanntestes Werk. Ausgestellt wurde es von 1921 bis 1923 in New York, San Francisco, London und Paris. Kritiker lobten das Bild für die ausgeklügelte Komposition von Formen und Linien. Gleichzeitig gab es aber auch Stimmen, die die Auswahl der Bildinhalte kritisierten.
Es folgten viele Stillleben, in denen sich Watkins’ Stil und besondere Begabung zeigte: Die Gegenstände in ihren Fotos hatten Flecken, waren zerkratzt oder fettig. Das gab ihren Werken einen besonderen, häuslichen Charakter. Aufträge des Kaufhauses Macy’s oder der Werbeagentur J. Walter Thompson folgten. Mithilfe von ausgeklügeltem Lichteinfall und dem Kombinieren von Formen und Texturen entstanden emotional ansprechende Fotografien.
Ihre erste eigene Ausstellung hatte Watkins 1923 im Art Center, gegründet durch Helen Sargent Hitchcock. Schon bald erreichte sie dadurch in der Kunstwelt größere Bekanntheit.
Im August 1928 verließ Margaret Watkins Amerika mit dem Ziel eines kurzen Aufenthaltes in Europa. In Glasgow, der Heimat ihrer Mutter, besuchte sie ihre vier betagten Tanten. In den folgenden Monaten fuhr sie unter anderem nach Köln und London und fotografierte hauptsächlich Alltagsszenen, Menschen und Landschaften. Im Gegensatz zu ihren früheren Stillleben konnte sie hier ihre Motive nicht in Szene setzen und nach Belieben platzieren und verschieben. Wichtig für das Fotografieren war nun die Position der Kamera, nicht das Bewegen des Bildinhaltes.
In den Jahren 1928 bis 1931 nahm Watkins an verschiedenen Ausstellungen und Messen teil, unter anderem in London, Köln und Paris. Ab 1931 war sie mehrmals auch in der damaligen UdSSR. Ihre politische Einstellung ist nicht klar, jedoch war sie aktives Mitglied der Clarence White School, die eine sozialistische Richtung aufwies. Auch in der Sowjetunion fotografierte sie, es entstanden einige Straßenszenen.
Zurück in Glasgow, wo sie sich um ihre Tanten kümmerte, fotografierte Watkins Kräne, Schiffe und Hafenarbeiter. Ihre letzte Ausstellung hatte sie im Jahr 1937.
Um Geld zu verdienen, startete Watkins zusammen mit ihrer Freundin Bertha Henson ein Exportunternehmen, das aber, bedingt durch den Krieg und das mangelnde Verkaufstalent der Frauen, nicht erfolgreich war. Als 1935 die dritte Tante gestorben war, brachte sie ihre letzte verbliebene Tante Grace in einem Altersheim unter. Als diese 1939 starb, erbte Watkins das große, aber renovierungsbedürftige Haus. Sie vermietete Zimmer an Menschen, die während des Krieges keine Unterkunft bekommen hatten, und zeigte damit auch öffentlich ihre anti-rassistische Haltung.

## Letzte Jahre
Watkins sammelte in ihren letzten Jahren unzählige Bücher, Zeitungsausschnitte und Briefe von Freunden. Zeitgleich zog sie sich immer mehr in ihr Zuhause zurück, wohl aus einer Furcht vor Menschenansammlungen. Am 10. November 1996 wurde Margaret Watkins tot in ihrem Zuhause in Glasgow aufgefunden.

## Nachwirken und Einfluss
Watkins’ Arbeit beeinflusste Künstler wie z. B. Margaret Bourke-White, Paul Outerbridge und Ralph Steiner. Im November 1969 enthielten vier Kunstausstellungen Werke von Watkins.
Margaret Watkins ist weltweit für ihre innovative Art der Werbefotografie bekannt. Nach ihrem Umzug nach Europa gerieten ihre Werke größtenteils in Vergessenheit. Erst nach ihrem Tod erlangte sie wieder Anerkennung als bedeutende Fotografin ihrer Zeit.